# Casselberry
Casselberry è un comune degli Stati Uniti d'America, situato in Florida, nella Contea di Seminole.